# Newmar José Sackis
Newmar José Sackis (Ourinhos, 2 de maio de 1961) é um ex-futebolista brasileiro que atuava como zagueiro.

## Carreira
Iniciou sua carreira defendendo a equipe paranaense do Matsubara, onde chegou em 1979 e conquistou dois títulos na categoria juvenil.
Na seleção brasileira sub-21, já foi bicampeão do Torneio Internacional de Toulon na França nos anos de 1980 e 1981.
Foi vendido ao Grêmio por 3,2 milhões de cruzeiros, onde destacou-se nos títulos do Campeonato Brasileiro de 1981, da Libertadores e Mundial pelo Grêmio.
Posterior aos títulos pelo time gaúcho, jogou pelo Náutico, Coritiba, Bahia e Pinheiros-PR, aposentando-se em 1995.
Como técnico de juniores, atuou no Al-Raed, da Arábia Saudita.

## Títulos
Grêmio
- Campeonato Gaúcho: 1980;
- Campeonato Brasileiro: 1981;
- Copa Libertadores da América: 1983;
- Copa Europeia/Sul-Americana: 1983;

Pinheiros-PR
- Campeonato Paranaense: 1984 e 1987;

Coritiba
- Campeonato Paranaense: 1986[9];

Bahia
- Campeonato Brasileiro: 1988